# Ramal ferroviario General Pico-Telén
El Ramal ferroviario General Pico - Telén pertenece al Ferrocarril Domingo Faustino Sarmiento, Argentina.

## Ubicación
Se halla íntegramente en la provincia de La Pampa a través de los departamentos Maracó, Trenel, Conhelo y Loventué. Tiene una extensión de 180 km uniendo las localidades de General Pico y Telén.

## Servicios
Es un ramal secundario de la red, no presta servicios de pasajeros ni de carga. Sin embargo sus vías están concesionadas a la empresa FEPSA. Solo se encuentra activa la estación General Pico para formaciones de carga que transitan entre Rosario y Bahía Blanca.
En épocas de Ferrocarriles Argentinos, prestaba servicios de pasajeros conocido como los servicios N.º 183-184.

## Historia
El ramal fue construido por la empresa Ferrocarril Oeste de Buenos Aires entre 1906 y 1909.

## Imágenes

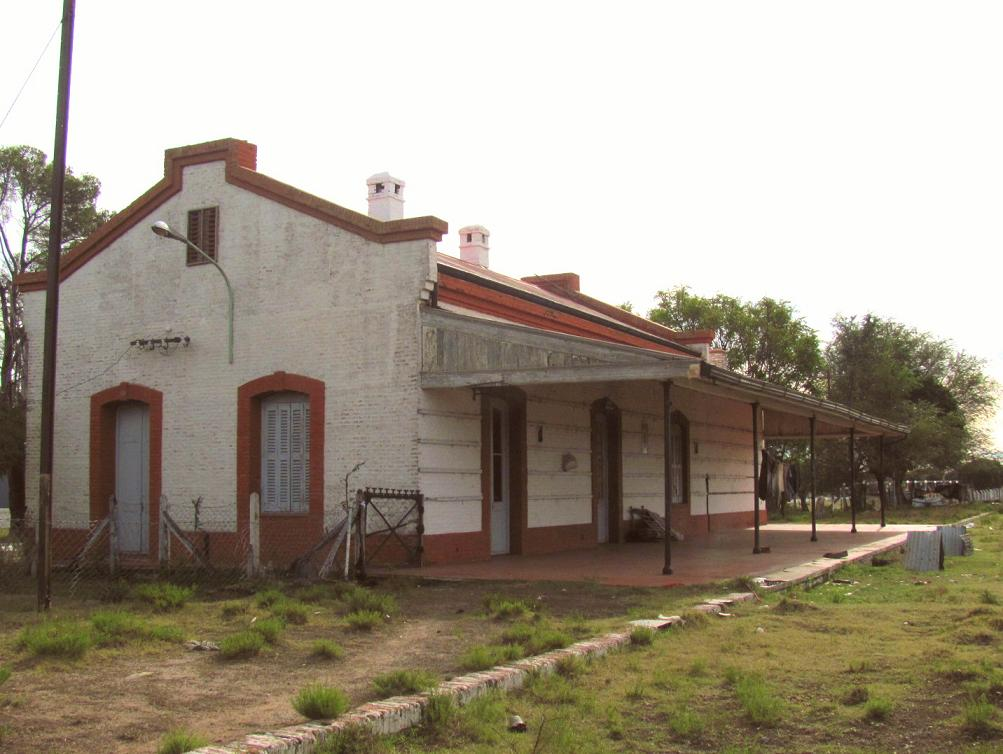
Estación Telén
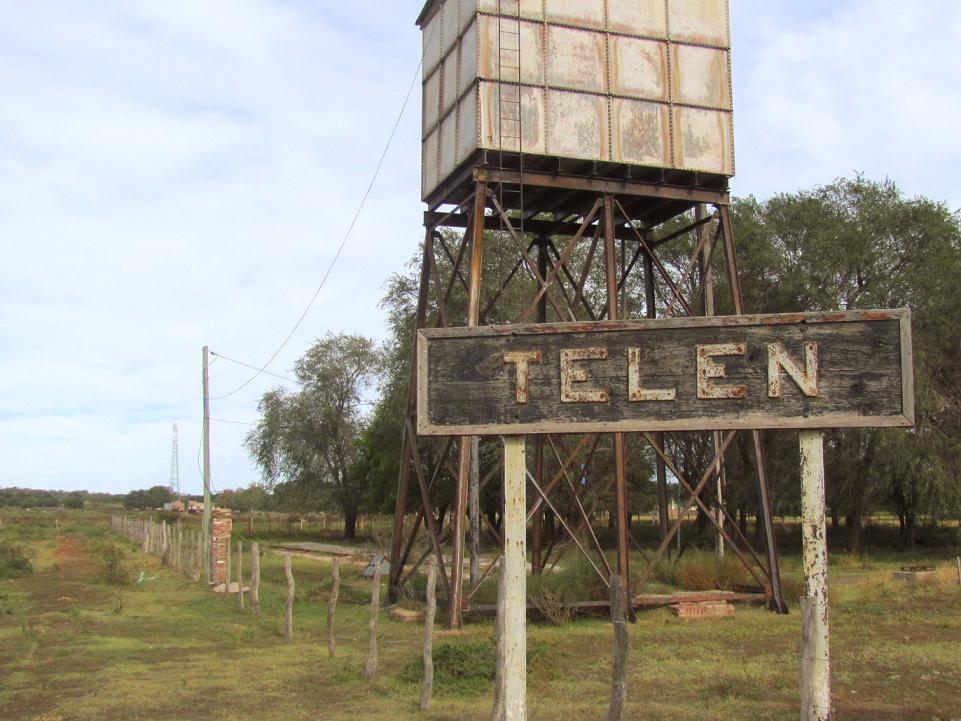
Nomenclador Telén
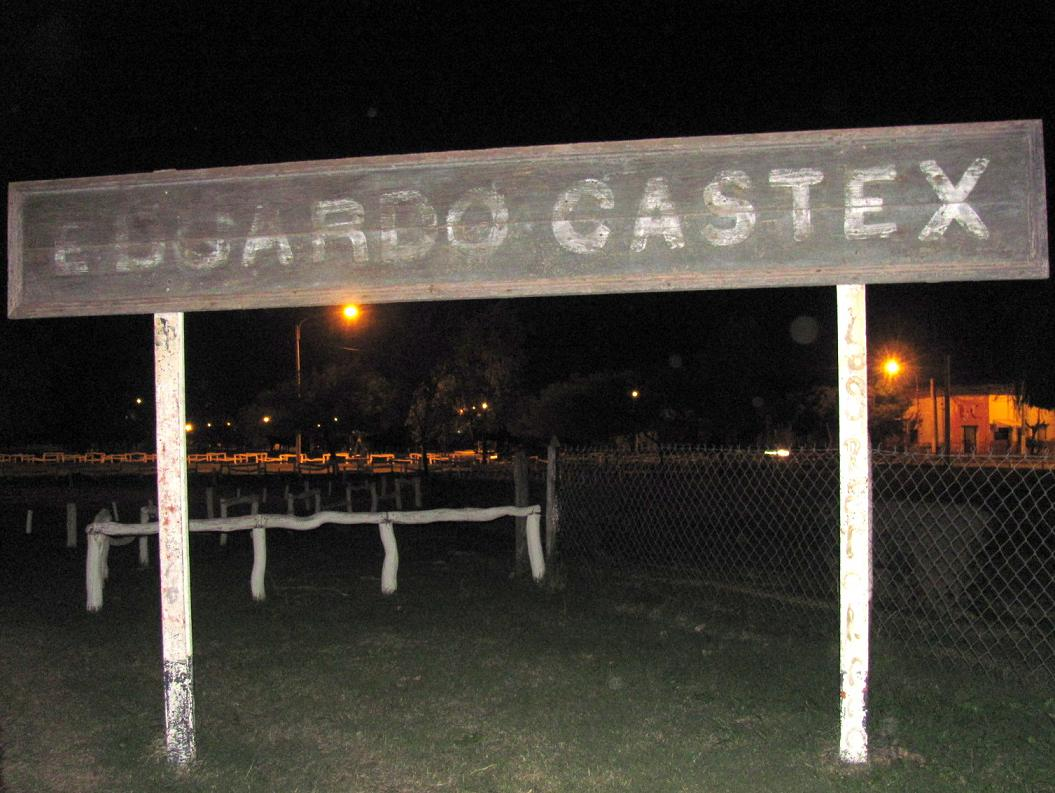
Nomenclador Eduardo Castex
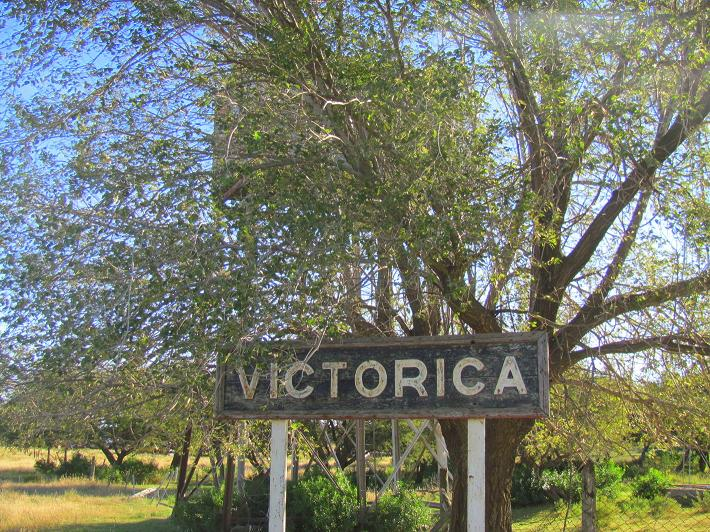
Victorica